# 董抗
董抗（？—？），宋朝政治人物。
董抗曾于1012年接替李释回任华亭县知县一职，1016年由尚逵接任。